# Ligurischer Höhlensalamander
Der Ligurische Höhlensalamander (Hydromantes strinatii, Syn.: Speleomantes strinatii) ist ein südeuropäischer Schwanzlurch aus der Familie Lungenlose Salamander (Plethodontidae). Früher wurde er als eine Unterart von Speleomantes/Hydromantes ambrosii geführt.

## Merkmale
Adulte Tiere werden etwa 11 bis 12 cm lang, wobei die Weibchen geringfügig länger sind als die Männchen. Die Körperfärbung und -zeichnung ist sehr variabel. Die Grundfärbung ist hellbraun bis schwarz auf dem Rücken und weist oft Flecken, Streifen oder Striche in anderen Farben, wie Rot, Gelb, Ocker, Grau oder Grün auf; dazu ist meist ein metallischer Glanz vorhanden. Die Bauchseite ist für gewöhnlich dunkel. Die Hinterbeine sind etwas länger als die Vorderbeine. Erwachsene Tiere haben auf jeder Seite des Kopfes Ohrdrüsen (Parotiden).

## Verbreitung
Diese Art lebt im äußersten Südosten von Frankreich sowie im nordwestlichen Italien (westliches Ligurien).

## Lebensweise
Obwohl der Ligurische Höhlensalamander nicht abhängig von offenen Gewässern ist und Trockenperioden überlebt, indem er sich eingräbt, lebt er meist an Bächen oder anderen Wasserstellen, sowie in feuchten Grotten oder Felsspalten, die in bergigen Regionen zwischen 80 und 2400 Meter über NN liegen. Aus den Eiern, die an Land abgelegt werden, schlüpfen voll entwickelte Jungtiere. Wie bei anderen Höhlensalamandern gibt es Hautdrüsen, die bei Gefahr einen giftigen Schleim absondern. Bezüglich der Nahrung weist die Art keine nennenswerte Spezialisierung auf und frisst verschiedene Wirbellose. Sie ist dabei vor allem nachtaktiv. Exemplare in menschlicher Obhut wurden bis zu sechs Jahre alt, doch Mehrfachfunde in freier Wildbahn lassen vermuten, dass die Art bis 17 Jahre alt werden kann.

## Fortpflanzung
Wie bei anderen Höhlensalamandern erfolgt die Paarung an Land, meist in den Herbstmonaten. Das Männchen steigt dabei auf das Weibchen und umklammert es mit seinen Vorderbeinen. Im Verlauf eines „Paarungsmarsches“ setzt das Männchen eine Spermatophore auf dem Untergrund ab. Dieses Samenpaket wird anschließend vom Weibchen mit seiner Kloake aufgenommen. Das Weibchen legt später einzelne, dotterreiche Eier, die unter Laub, in Felsspalten oder vergleichbaren Plätzen versteckt werden. Nach bisherigen Beobachtungen bewacht nur das Weibchen die Eier, aus denen nach etwa 10 Monaten (bei 12 °C) die Jungtiere schlüpfen. Mit drei bis vier Jahren wird die Geschlechtsreife erreicht.

## Gefährdung
Der Ligurische Höhlensalamander wird von der IUCN als „Near Threatened“ (entspricht etwa der deutschen Kategorie „Vorwarnliste“) eingestuft, vor allem aufgrund des relativ kleinen Areals. Die Gesamtpopulation ist aber offenbar recht stabil. Örtlich begrenzt kann es zu Habitatverlust kommen und manchmal werden Exemplare illegal eingesammelt.